# 昭公 (曹)
昭公（しょうこう）は、春秋時代の曹の君主（在位前662年 - 前653年）。姓は姫、名は班。釐公の子として生まれた。釐公の後をうけて曹国の君主となった。在位9年。共公の父。